# Oberriexingen
Oberriexingen település Németországban, azon belül Baden-Württembergben. Lakosainak száma 3370 fő (2023. december 31.). Oberriexingen Sersheim, Vaihingen an der Enz, Markgröningen és Sachsenheim községekkel határos.

## Népesség
A település népessége az elmúlt években az alábbi módon változott:
| Lakosok száma | 1373 | 1520 | 1748 | 2347 | 2358 | 2524 | 2919 | 2990 | 3284 | 3370 |
|               | 1961 | 1967 | 1974 | 1980 | 1987 | 1993 | 2000 | 2006 | 2013 | 2023 |